# Nezihe Viranyalı
Nezihe Viranyalı (Vidin, Bulgària, 1924 o 1925 - İstanbul, 22 de desembre de 2004) fou una de les primeres aviadores turques. Viranyalı es troba entre les dones turques que van aprendre a pilotar avions, formant part de l'alumnat de Sabiha Gökçen. Segons ella mateixa, inicià a volar als 16 anys, va volar més de 2.800 hores en avions amb motor, més de 180 hores amb planadors i va saltar amb paracaigudes més de 100 vegades. També va participar com a paracaigudista en un show aeri a Alemanya el 1955.
Va ser invitada especialment als Estats Units, per l'aviadora Jacqueline Cochran, obtenint una llicència de pilot d'aviació civil en la Universitat de Tennessee.